# Raggio atomico
Il raggio atomico di un elemento è una misura delle dimensioni dei suoi atomi; è una grandezza difficilmente definibile in quanto in un atomo non esiste un confine netto (la probabilità di trovare un elettrone diminuisce infatti all'aumentare della distanza dal nucleo ma non è mai zero). Si può perciò descrivere un raggio atomico efficace come, ad esempio, la distanza dal nucleo entro cui si trova racchiusa il 95% della densità elettronica ma, in genere, vengono usate altre definizioni di raggio atomico: raggio di Van der Waals, raggio covalente e raggio ionico. Usualmente si misura il raggio atomico in picometri, da preferire rispetto all'ångström (Å).

## Andamento nella tavola periodica
Il raggio atomico dipende soprattutto dalla carica efficace dell'elemento: all'aumentare della stessa, il raggio atomico diminuisce. Nella tavola periodica diminuisce quindi lungo il periodo e aumenta lungo il gruppo. Non tutti gli elementi di transizione seguono l'andamento periodico, ma sono eccezioni di trascurabile deviazione. I lantanoidi e gli attinoidi subiscono, rispettivamente, la contrazione lantanoidea e la contrazione attinoidea.
I gas nobili fanno eccezione: due atomi dello stesso gas nobile non possono infatti legarsi covalentemente tra loro, ma sono tenuti uniti dalle deboli forze di Van der Waals, per cui la distanza internucleare è maggiore, e conseguentemente, il raggio atomico.

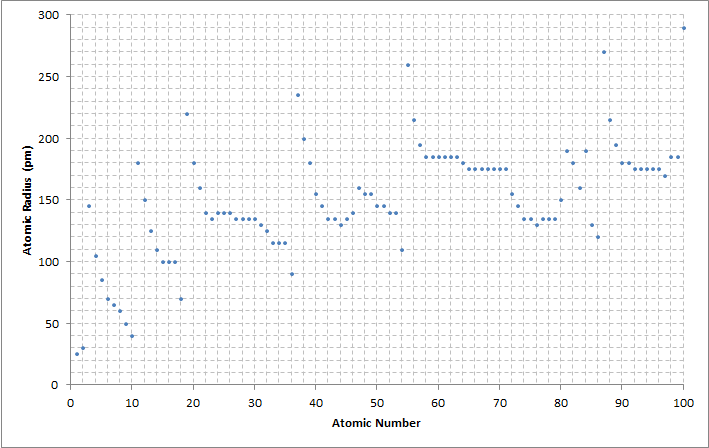
Andamento del raggio atomico in funzione del numero atomico.

### Esempi
Il gallio ha un raggio atomico pari a 136 pm, mentre il selenio (più avanti lungo il periodo) ha un raggio atomico pari a 115 pm. D'altra parte, il tallio, situato più in basso rispetto al gallio nel gruppo, ha un raggio atomico pari a 191 pm.

### Misure sperimentali dei raggi atomici
I valori sono in picometri (pm o 1×10−12 m), con una accuratezza di circa 5 pm. La tonalità dei riquadri varia dal rosso al giallo all'aumentare del raggio; il riquadro grigio indica la mancanza di dati sperimentali.
| Gruppo (colonne) | 1      | 2      |    | 3      | 4      | 5      | 6      | 7      | 8      | 9      | 10     | 11     | 12     | 13     | 14     | 15     | 16     | 17     | 18 |  |
| Periodo (riga)   |        |        |    |        |        |        |        |        |        |        |        |        |        |        |        |        |        |        |    |  |
| 1                | H 25   |        |    |        |        |        |        |        |        |        |        |        |        |        |        |        |        |        | He |  |
| 2                | Li 145 | Be 105 |    |        |        |        |        |        |        |        |        |        |        | B 85   | C 70   | N 65   | O 60   | F 50   | Ne |  |
| 3                | Na 180 | Mg 150 |    |        |        |        |        |        |        |        |        |        |        | Al 125 | Si 110 | P 100  | S 100  | Cl 100 | Ar |  |
| 4                | K 220  | Ca 180 |    | Sc 160 | Ti 140 | V 135  | Cr 140 | Mn 140 | Fe 140 | Co 135 | Ni 135 | Cu 135 | Zn 135 | Ga 130 | Ge 125 | As 115 | Se 115 | Br 115 | Kr |  |
| 5                | Rb 235 | Sr 200 |    | Y 180  | Zr 155 | Nb 145 | Mo 145 | Tc 135 | Ru 130 | Rh 135 | Pd 140 | Ag 160 | Cd 155 | In 155 | Sn 145 | Sb 145 | Te 140 | I 140  | Xe |  |
| 6                | Cs 260 | Ba 215 | *  | Lu 175 | Hf 155 | Ta 145 | W 135  | Re 135 | Os 130 | Ir 135 | Pt 135 | Au 135 | Hg 150 | Tl 190 | Pb 180 | Bi 160 | Po 190 | At     | Rn |  |
| 7                | Fr     | Ra 215 | ** | Lr     | Rf     | Db     | Sg     | Bh     | Hs     | Mt     | Ds     | Rg     | Cn     | Nh     | Fl     | Mc     | Lv     | Ts     | Og |  |
|                  |        |        |    |        |        |        |        |        |        |        |        |        |        |        |        |        |        |        |    |  |
|                  |        |        | *  | La 195 | Ce 185 | Pr 185 | Nd 185 | Pm 185 | Sm 185 | Eu 185 | Gd 180 | Tb 175 | Dy 175 | Ho 175 | Er 175 | Tm 175 | Yb 175 |        |    |  |
|                  |        |        | ** | Ac 195 | Th 180 | Pa 180 | U 175  | Np 175 | Pu 175 | Am 175 | Cm     | Bk     | Cf     | Es     | Fm     | Md     | No     |        |    |  |
|                  |        |        |    |        |        |        |        |        |        |        |        |        |        |        |        |        |        |        |    |  |